# Vernois-lès-Belvoir
Vernois-lès-Belvoir település Franciaországban, Doubs megyében. Lakosainak száma 51 fő (2022. január 1.). Vernois-lès-Belvoir Vyt-lès-Belvoir, Belvoir, Provenchère, Rosières-sur-Barbèche és Valonne községekkel határos.

## Népesség
A település népessége az elmúlt években az alábbi módon változott:
| Lakosok száma | 97   | 67   | 54   | 57   | 58   | 59   | 60   | 60   | 57   | 51   |
|               | 1968 | 1982 | 1990 | 2006 | 2013 | 2015 | 2017 | 2019 | 2020 | 2022 |